# Kirche Hermannsfeld (Rhönblick)

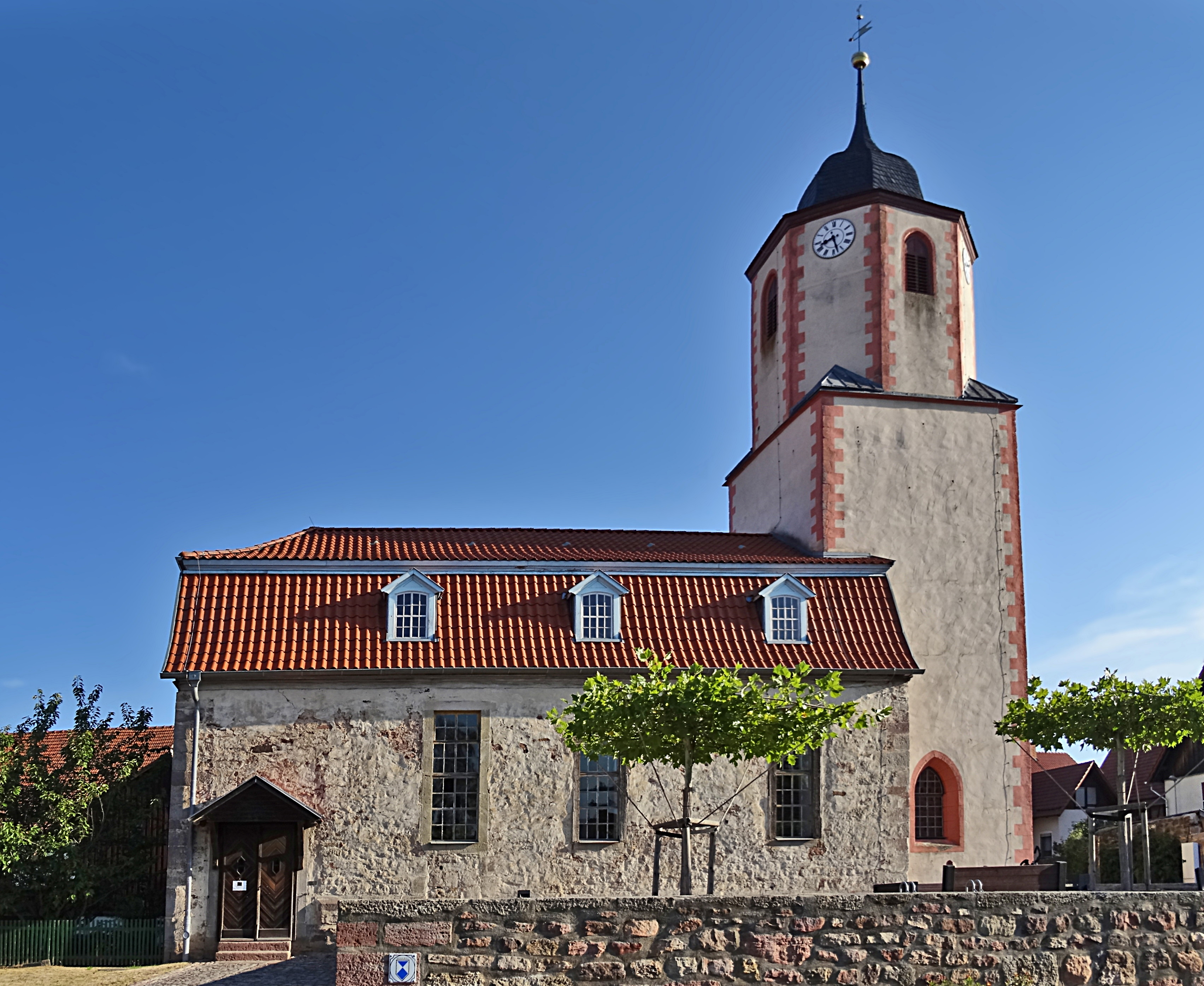
Kirche Hermannsfeld (Rhönblick)

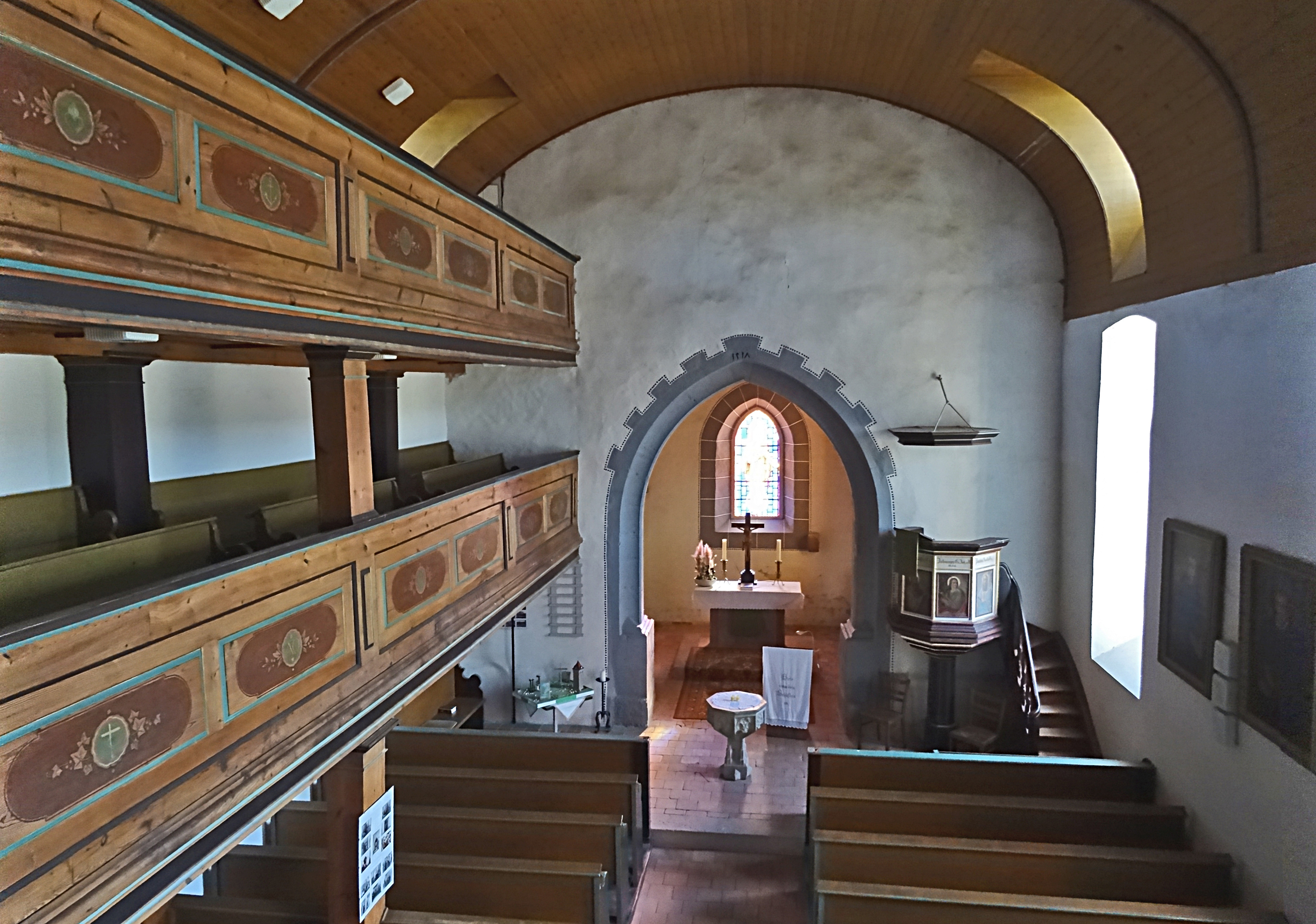
Innenansicht

Die evangelisch-lutherische Kirche Hermannsfeld steht in der Straße im Mitteldorf 42 von Hermannsfeld, einem Ortsteil der Gemeinde Rhönblick vor der Rhön im Landkreis Schmalkalden-Meiningen in Thüringen. Das Kirchspiel Hermannsfeld mit seinen sechs Kirchdörfern Bettenhausen, Henneberg, Hermannsfeld, Seeba, Stedtlingen und Sülzfeld gehört zum Pfarrbereich Hermannsfeld im Kirchenkreis Meiningen der Evangelischen Kirche in Mitteldeutschland.

## Beschreibung

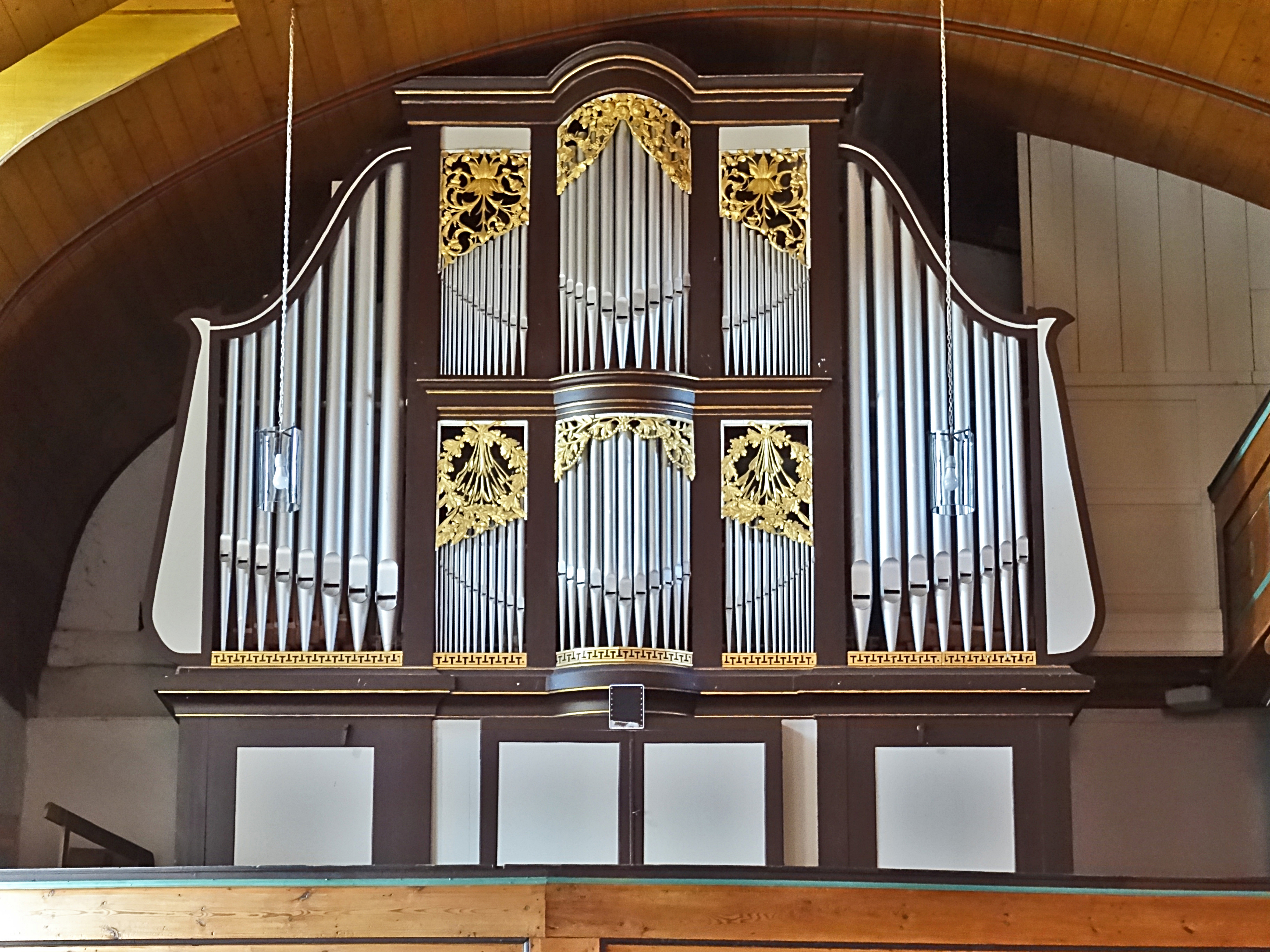
Markert-Orgel

Der Kirchturm ist noch mittelalterlich. Der achteckige Aufsatz für den Glockenstuhl und die geschweifte Haube wurden später errichtet. Das rechteckige Kirchenschiff, das mit einem Mansarddach bedeckt ist, erhielt 1758 und 1782 seine jetzige Gestalt.
Die Saalkirche hat einen Chorturm, einen spätgotischen Chor und eine Sakristei an der Nordostecke. Der Chor ist mit einem spätgotischen Sterngewölbe vom Ende des 16. Jahrhunderts überspannt. Die Kirchenausstattung ist einheitlich aus dem 18. Jahrhundert. Die Orgel wurde 1850 von Johann Georg Markert II. gebaut und 1950 von Gustav Kühn repariert und von der Seitenempore an die heutige Stelle versetzt.